# Sayonara (1957.)
Sayonara (eng. Sayonara) je američki film iz 1957. godine u kojem je glavnu ulogu ostvario Marlon Brando. Priča je to o američkom pilotu koji je bio jedan od najboljih pilota tijekom Korejskog rata.
Film Sayonara osvojio je četiri prestižne filmske nagrade Oscar, uključujući i dvije glumačke - najbolji sporedni glumac (Red Buttons) i najbolja sporedna glumica (Miyoshi Umeki).
Scenarij, kojeg je potpisao Paul Osborn, temeljen je na istoimenoj knjizi autora Jamesa Michenera. Film je producirao William Goetz, a režirao Joshua Logan. Za razliku od većine romantičnih drama 50-ih godina prošlog stoljeća, glavne teme Sayonare su rasizam i predrasude.

## Radnja
Lloyd "Ace" Gruver, bojnik i sin generala nalazi se u zračnoj bazi Itami (sada međunarodni aerodrom Osaka) blizu Kobea, u Japanu. Zaljubljuje se u japansku zabavljačicu (Hana-ogi) koja glumi u kazalištu, a koju upoznaje zahvaljujući svom kolegi Kellyju.
Kelly se namjerava oženiti s Japankom Katsumi unatoč negodovanju vojske SAD-a koja ne želi priznati brak. Ratno zrakoplovstvo, uključujući Gruvera, protivi se tom braku. Gruver i Kelly razgovaraju, a tijekom razgovora Gruver na rasistički način uvrijedi Kellyjevu zaručnicu. Kasnije se ispričava za svoj ispad i pristaje biti kum na njihovom vjenčanju.
Međutim, Kelly se nakon vjenčanja susreće s još jačim predrasudama pogotovo od strane svog nadređenog pukovnika koji mu daje dodatne vojne i puno manje atraktivnije zadatke. Nakon što dobije obavijest da će njega i sve ostale vojnike koji su se oženili Japankama uskoro vratiti u SAD, Kelly shvaća da tamo neće moći povesti svoju suprugu koja je u međuvremenu zatrudnjela.
Ne vidjevši izlaz iz situacije, Kelly i Katsumi zajedno počine samoubojstvo. Ovo samo učvršćuje odlučnost bojnika Gruvera da oženi svoju japansku ljubavnicu. Na upite novinara što imaju za reći onima u SAD-u, ali i Japanu koji će se sigurno protiviti njihovom braku, bojnik Gruver jednostavno odgovara: "Recite im da smo rekli Sayonara".
Međutim, kraj filma ipak se razlikuje od kraja romana u kojem Gruver kaže Sayonara svojoj japanskoj djevojci i vraća se u SAD.

## Glumačka postava
- Marlon Brando - Major Lloyd 'Ace' Gruver, USAF
- Patricia Owens - Eileen Webster
- James Garner - kapetan Mike Bailey
- Martha Scott - gđa Webster
- Miiko Taka - Hana-ogi
- Miyoshi Umeki - Katsumi Kelly
- Red Buttons - Joe Kelly
- Kent Smith - general Mark Webster
- Reiko Kuba - Fumiko
- Soo Yong - Teruko
- Ricardo Montalban - Nakamura

## Produkcija
Glumac Marlon Brando za ulogu Gruvera vježbao je južnjački naglasak, unatoč prigovorima redatelja Logana koji je smatrao da takav naglasak neće odgovarati generalovom sinu koji se obrazovao na West Pointu. Logan će kasnije priznati autoru i novinaru Trumanu Capoteu u vezi Branda: "Nikad nisam radio s tako uzbudljivim, kreativnim glumcem. Bio je jako povodljiv. Imali smo izvrsnu suradnju, slušao je svaku moju riječ, a opet je izmislio nešto svoje i imao je nešto za dodati. Izmislio je taj južnjački naglasak za ulogu; nikad mi to ne bi palo na pamet, ali, eto - odradio je to savršeno."

## Kritike
Film Sayonara bio je veliki kritičarski uspjeh. Pogotovo su hvaljeni scenarij i kamera te glumačka ostvarenja kompletne postave. Sam film osvojio je četiri prestižne nagrade fOscar, uključujući i dvije glumačke za Reda Buttonsa i Miyoshi Umeki. Na popularnoj Internet stranici Rotten Tomatoes, film ima 100% pozitivnih kritika, uz prosječnu ocjenu 7.2/10.

## Nominacije i nagrade

### Oscar
Film Sayonara imao je deset nominacija za filmsku nagradu Oscar, a osvojio je četiri:
- Najbolji sporedni glumac - Red Buttons
- Najbolja sporedna glumica - Miyoshi Umeki
- Najbolja scenografija - Ted Haworth i Robert Priestley
- Najbolji zvuk - George Groves
- Najbolji film - William Goetz
- Najbolji redatelj - Joshua Logan
- Najbolji glumac - Marlon Brando
- Najbolji adaptirani scenarij - Paul Osborn
- Najbolja kamera - Ellsworth Fredericks
- Najbolja montaža - Arthur P. Schmidt i Philip W. Anderson

### Zlatni globus
Film Sayonara nominiran je za pet nagrada Zlatni globus, a osvojio je jednu:
- Najbolji sporedni glumac - Red Buttons
- Najbolji film (drama)
- Najbolji redatelj - Joshua Logan
- Najbolji glumac (drama) - Marlon Brando
- Najbolja sporedna glumica - Miyoshi Umeki

## Vanjske poveznice
- Sayonara u internetskoj bazi filmova IMDb-a
- Sayonara na Rotten Tomatoes
- Trailer of Sayonara introduced by Miika Taka
- The Duke and His Domain by Truman Capote
- James Garner Interview on the Charlie Rose Show  Arhivirana inačica izvorne stranice od 3. siječnja 2008. (Wayback Machine)
- James Garner interview at Archive of American Television - (c/o Google Video) - March 17, 1999